# Kabinett Finger
Das Kabinett Finger bildete vom 28. Mai 1884 bis 2. Juli 1898 die von Großherzog Ludwig IV. und seinem Nachfolger Ernst Ludwig berufene Landesregierung des Großherzogtums Hessen. Die Neubildung der Regierung wurde notwendig, da der bisherige Staatsminister Julius Rinck von Starck wegen seiner Verwicklung in den Skandal um die unstandesgemäße Heirat des Großherzogs mit Alexandrine von Hutten-Czapska zurücktreten musste. Starck hatte bei der Heirat als Standesbeamter fungiert. 
| Amt                                                                 | Name         |
| ------------------------------------------------------------------- | ------------ |
| Staatsminister Äußeres und Großherzogliches Haus Inneres und Justiz | Jakob Finger |
| Finanzen                                                            | August Weber |